# Ryan Hurst

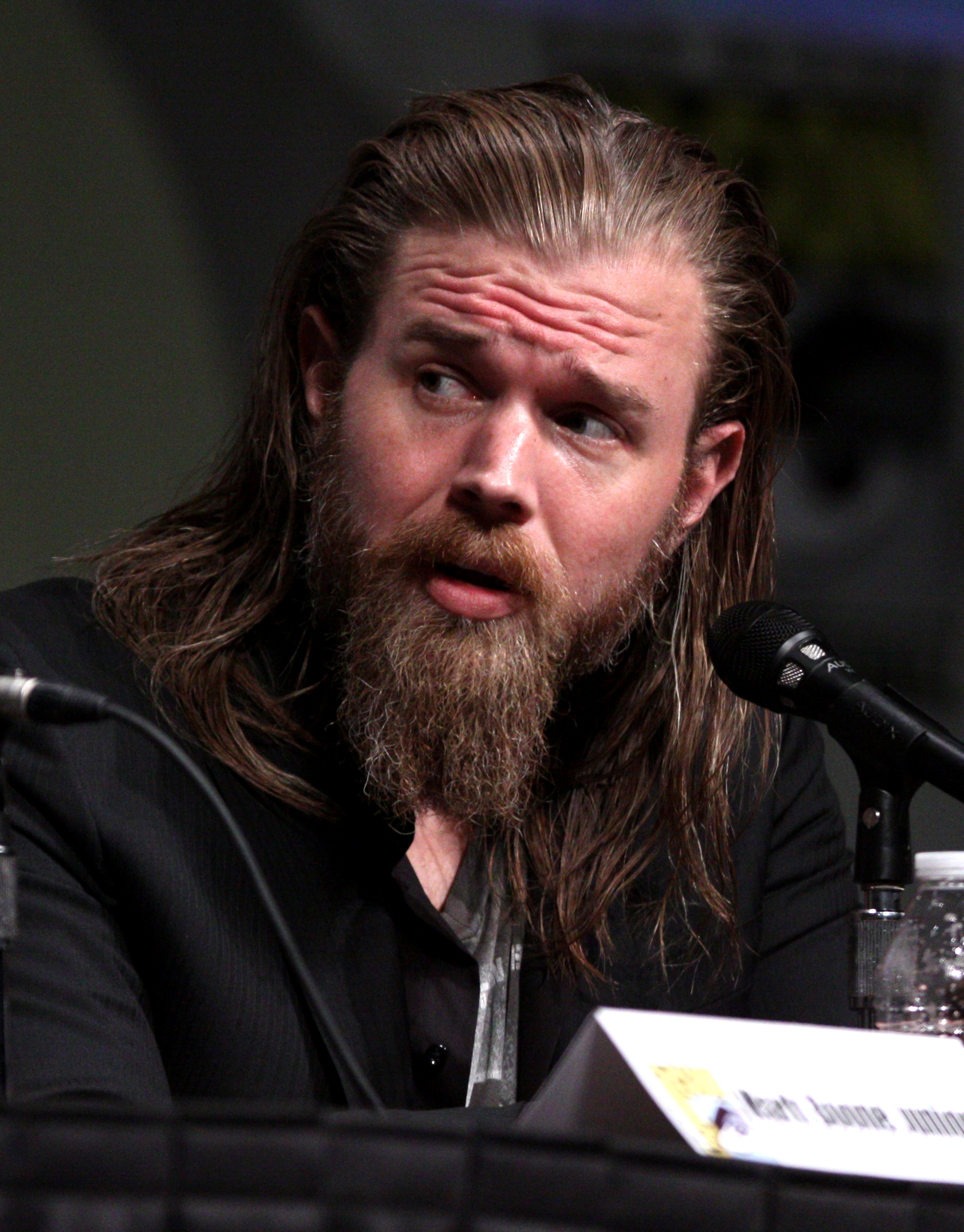
Ryan Hurst in 2012

Ryan Douglas Hurst (Santa Monica (Californië), 19 juni 1976) is een Amerikaans acteur.

## Biografie
Hurst werd geboren in Santa Monica (Californië) en heeft aldaar de high school doorlopen aan de Santa Monica High School. 
Hurst is vanaf 2005 getrouwd en woont met haar in Woodland Hills (Los Angeles). Hij heeft samen met zijn vrouw ook een filmproductiemaatschappij genaamd Fast Shoes.

## Filmografie

### Films
Uitgezonderd korte films.
- 2024 Desert Road - als Steve
- 2023 Desperation Road - als Larry
- 2020 Superman: Man of Tomorrow - als Lobo (stem)
- 2018 A Million Little Pieces - als Hank
- 2013 CBGB – als Mad Mountain
- 2011 Rango – als Jedidiah (stem)
- 2009 Chasing the Green – als Ross Franklin
- 2008 Noble Things – als Kyle Collins
- 2004 The Ladykillers – als Lump Hudson
- 2002 Lone Star State of Mind – als Tinker
- 2002 We Were Soldiers – als sergeant Ernie Savage
- 2001 Venus and Mars – als Roberto
- 2001 The Woman Every Man Wants – als Guy
- 2000 Remember the Titans – als Gerry Bertier
- 2000 Rules of Engagement – als kapitein Hustings
- 1998 Patch Adams – als Neil
- 1998 Saving Private Ryan – als paratrooper Mandelsohn
- 1997 The Postman – als Eddie March
- 1996 Forest People – als ??

### Televisieseries
Uitgezonderd eenmalige gastrollen.
- 2020-2023 S.W.A.T. - als Terry Luca - 5 afl.
- 2021 The Mysterious Benedict Society - als Milligan - 8 afl.
- 2021 Paradise City - als Oliver Ostergaard - 8 afl.
- 2019-2020 The Walking Dead - als Beta - 20 afl.
- 2019 Bosch - als Hector Bonner - 7 afl.
- 2016-2017 Outsiders - als Foster Farrell -  26 afl.
- 2015-2017 Bates Motel - als Chick Hogan - 15 afl.
- 2013 King & Maxwell – als Edgar Roy – 10 afl.
- 2008 – 2012 Sons of Anarchy – als Harry 'Opie' Winston  – 54 afl.
- 2005 – 2007 Medium – als Michael Benoit – 3 afl.
- 2005 Wanted – als ATF agent Jimmy McGloin – 13 afl.
- 2002 Taken – als Tom Clarke (volwassen) – 5 afl.
- 1999 L.A. Doctors – als Kevin Raives – 2 afl.
- 1996 Boston Common – als Nikolai – 2 afl.
- 1995 – 1996 Campus Cops – als Waune Simko – 9 afl.
- 1993 Saved by the Bell: The New Class – als Grunch Grabowski – 2 afl.

- Gemeinsame Normdatei: 1062023242
- International Standard Name Identifier: 0000 0000 4667 0019
- Library of Congress Control Number: no2003034270
- Nationale Bibliotheek van Tsjechië: xx0209668
- Nationale Bibliotheek van Israël: 987007329625205171
- Virtual International Authority File: 46447675
- WorldCat: E39PBJmXFyYb8fVcYBM3yDvCQq